# Greenland Square Zifeng Tower
De Greenland Square Zifeng Tower, ook bekend als het Nanjing Greenland Financial Center, is een wolkenkrabber in Nanjing, China. Het gebouw is het hoogste van de stad en staat aan No. 9 Zhongyang Road. De bouw begon in 2005 en werd in 2010 voltooid door Shanghai Construction.

## Ontwerp
De Greenland Square Zifeng Tower is 450 meter hoog en telt 54 liften. Het bevat 66 bovengrondse en 5 ondergrondse verdiepingen. Van de totale oppervlakte van 137.529 vierkante meter, is 102.647 bruikbaar. Het gebouw grenst aan twee andere gebouwen, die ook deel uitmaakten van het project: Een kantoortoren van 22 verdiepingen en een podium van 7 verdiepingen, dat ongeveer 50.000 vierkante meter voor detailhandel bevat.
De ondergrondse verdiepingen van de Greenland Square Zifeng Tower worden gebruikt als parkeergarage. Hierboven vindt men kantoorruimte, detailhandel en een Intercontinental Hotel, dat onder andere een kuuroord, een zakencentrum en een binnen- en een buitenzwembad bevat. In de top van het gebouw bevinden zich restaurants en een openbaar uitkijkpunt. Het gebouw eindigt met een spits, die 's nachts verlicht wordt.